# Münchenbryggeriet

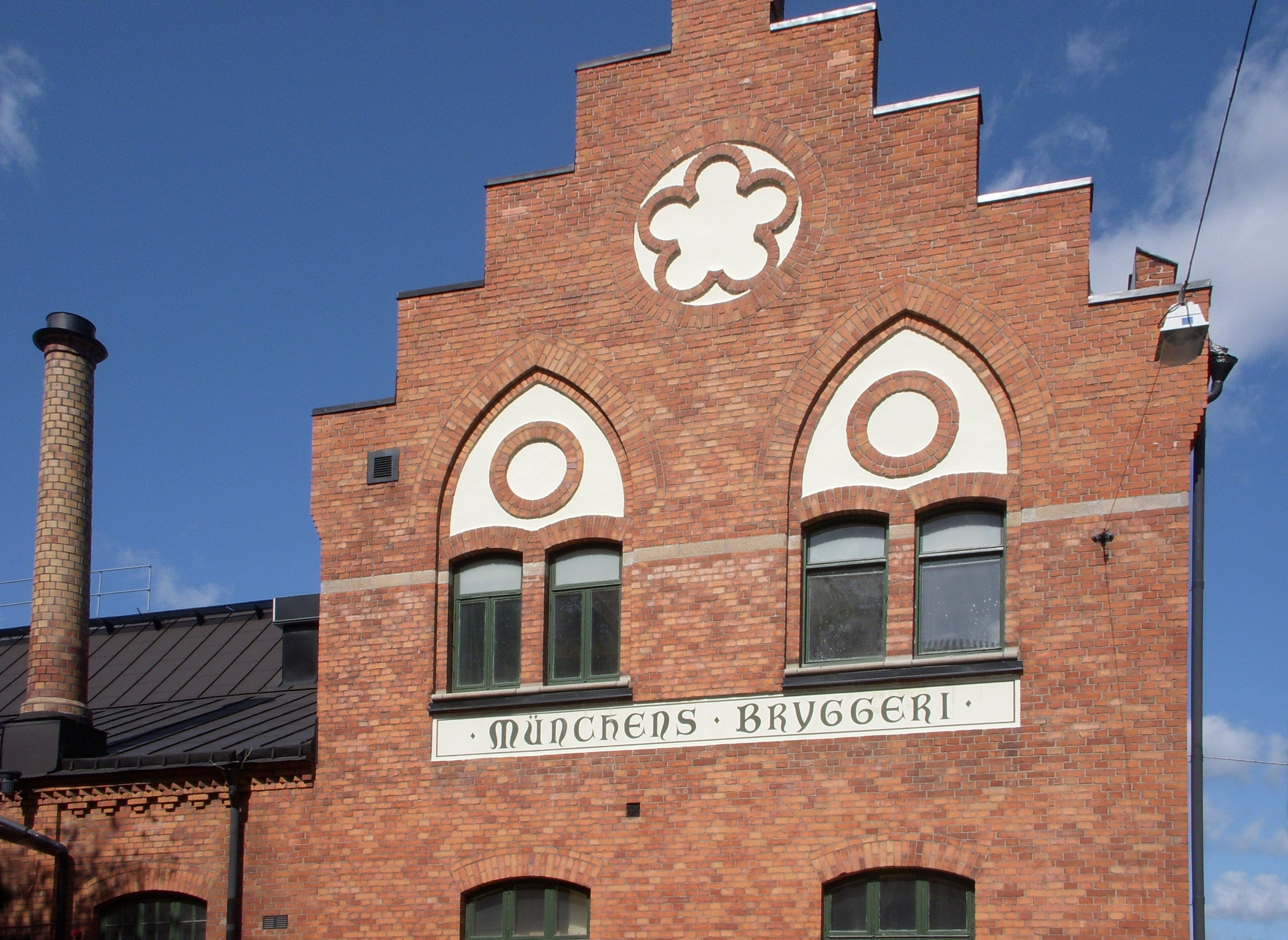
"Münchens bryggeri", trappstegsgavel mot Torkel Knutssonsgatan.

Münchenbryggeriet (ursprungligen Münchens bryggeri) är ett mäss- och konferenscenter som ligger vid Söder Mälarstrand på Södermalm i Stockholm.
Lokalerna hyste fram till 1971 ett bryggeri. Öltillverkningen startade 1857 i lokaler som tidigare varit en klädesfabrik. Efter en stor brand 1893 återuppbyggdes bryggeriet snabbt i renässansstil och fasaden mot Riddarfjärden utgör i dag ett inslag i Stockholms gatubild. Efter att dåvarande ägaren Pripps hade flyttat öltillverkningen till Bromma i slutet av 1971 hotades byggnaden av rivning. Efter valet 1976 bestämdes dock att den skulle behållas och den används i dag som mäss- och konferenscenter samt som kontor och skola.

## Historik

### Från klädesfabrik till bryggeri med ångmaskin

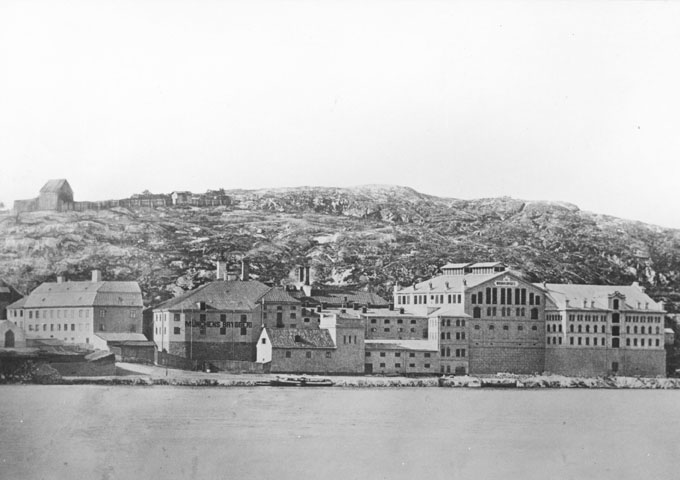
Münchenbryggeriet från Riddarfjärden, fotograferat på 1860-talet, utseendet före den stora branden 1893. I bakgrunden syns Skinnarviksberget.

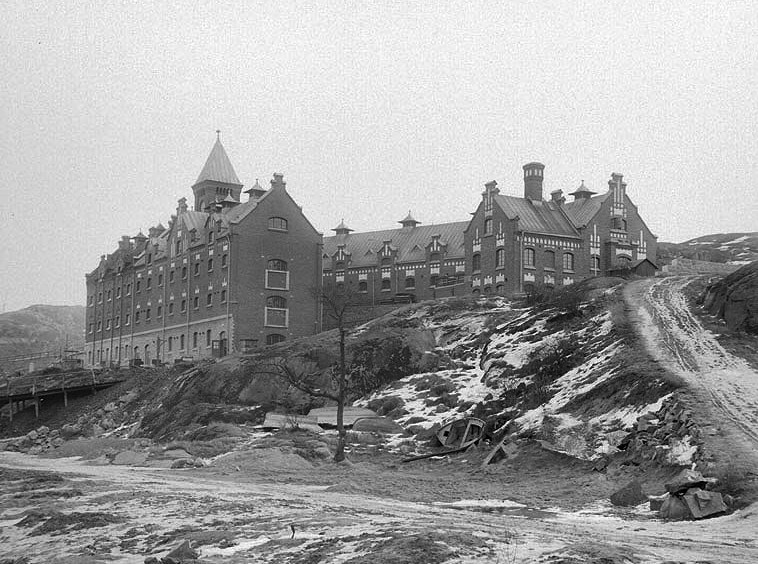
Münchenbryggeriets stall år 1906 - till vänster ses Skinnarviksberget; till höger den blivande Eolsgatan.

På tomten vid Söder Mälarstrand där Münchenbryggeriet ligger i dag anlade bryggareämbetet en klädesfabrik år 1740. Att ett skrå drev en klädesfabrik var tämligen unikt, men orsaken var den vädjan som Kunglig Majestät i juni 1739 riktade till rikets borgerskap om att starta manufakturtillverkning. Bryggareämbetet fick sitt privilegium att framställa kläde den 18 augusti 1740 och kort därefter inköptes tomten vid Söder Mälarstrand. Första verksamhetsåret hade man två vävstolar och en arbetsstyrka på 30 personer, verksamheten kulminerade på 1760-talet med tolv vävstolar och 150 anställda. Fabriken drevs från 1751 av först Jakob Hongelin och därefter hans son, Jakob Vilhelm Hongelin. Dåliga tider gjorde dock att Hongelins textilfabrik fick läggas ner 1803. Fabriken blomstrade upp igen under några decennier under Johan Christian Fougts ledning och från 1840-talet fick klädesfabriken dessutom sällskap av en kakelfabrik på sitt område.
När grosshandelsbolaget C. C. Brusell & Co köpte in marken 1855 var det en textil- och kakelfabrik med tillhörande ångmaskin som införskaffades. Bolaget byggde om lokalerna till bryggeri. Inget bryggeri i Stockholm hade tidigare haft tillgång till en ångmaskin. Ångkraft skulle visa sig vara förutsättningen för att bryggerier skulle kunna växa till regelrätta industrier. Namnet Münchens Bryggeri var valt för att föra tankarna till huvudprodukten bayerskt öl, som vid den här tiden var mycket populärt. Tillverkning och försäljning inleddes i april 1857.
För bryggeriet var läget bra också med tanke på det stora behovet av is vid öltillverkningen. Man använde sig av sjöis direkt från Riddarfjärden för att kyla ner ölet vid jäsning och lagring. Münchenbryggeriet gick bra redan från början och produktionen växte stadigt. Bryggeriet byggdes ut i omgångar och tomten fylldes med allt fler byggnader.
Bryggeriarbetet hade en viss säsongsvariation – sommartid sålde man mer öl än på vintern. En stor del av säsongsarbetarna var så kallade bryggerikullor. Under 1800-talet förekom en stor arbetsinvandring till Stockholm av arbetskraft från Dalarna. Arbetet var tungt – en fylld ”hundrakorg” (back med 100 flaskor) vägde 90 kg och skulle lyftas upp 125 cm av två kvinnor. Kullornas arbete, som var det bäst betalda av alla kvinnliga grovsysslor, bestod av rengöring, fyllning av buteljer, korkning och etikettering.

### Historiska bilder

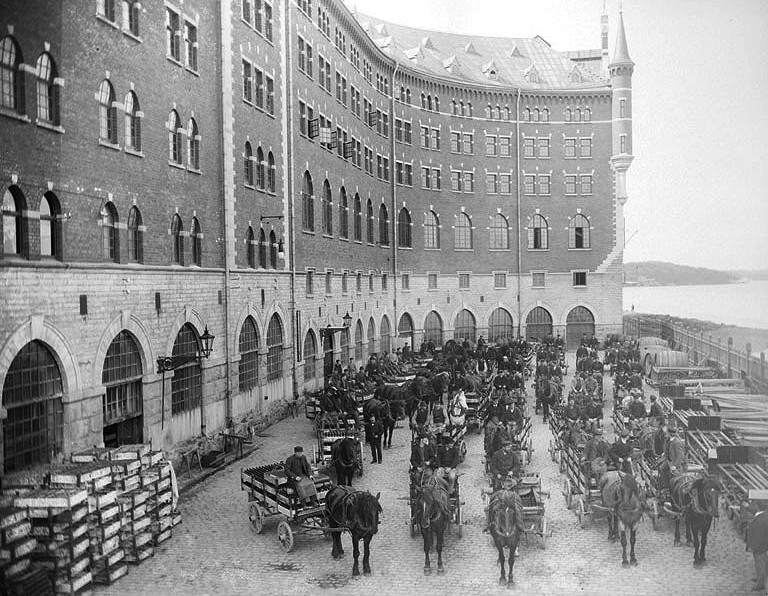
Transportfordon uppställda på gården år 1896.
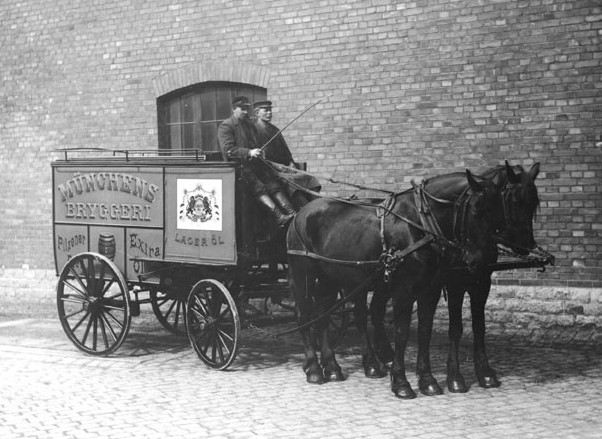
Öltransport anno 1895.
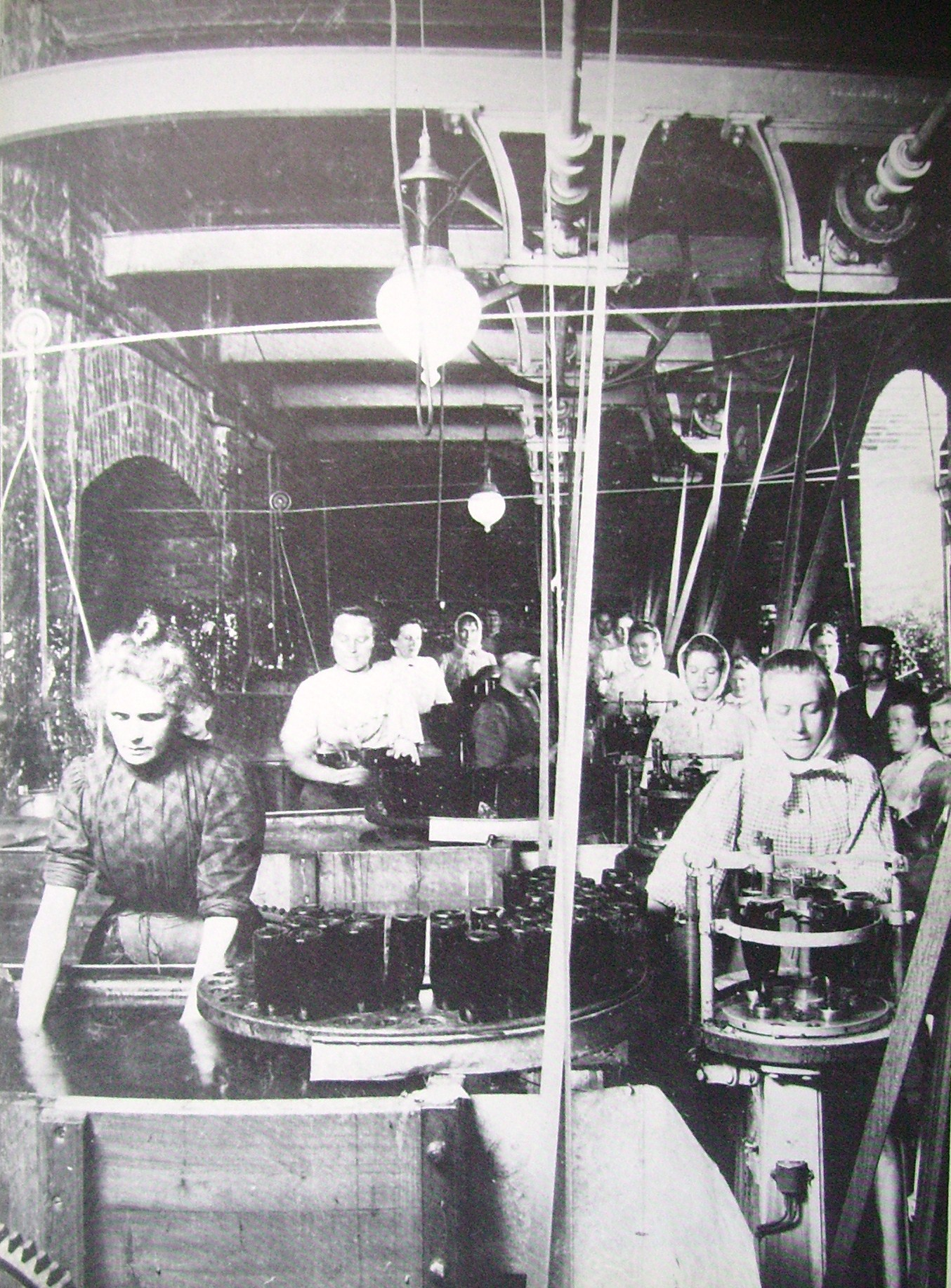
Sköljning av flaskor 1901.
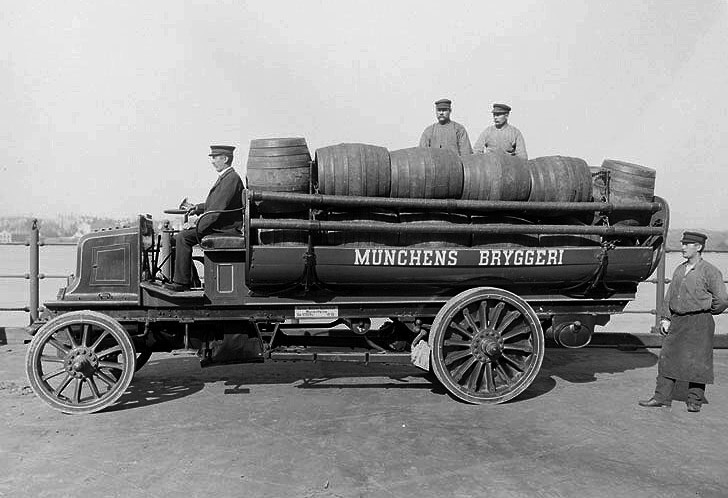
Öltransport anno 1903.
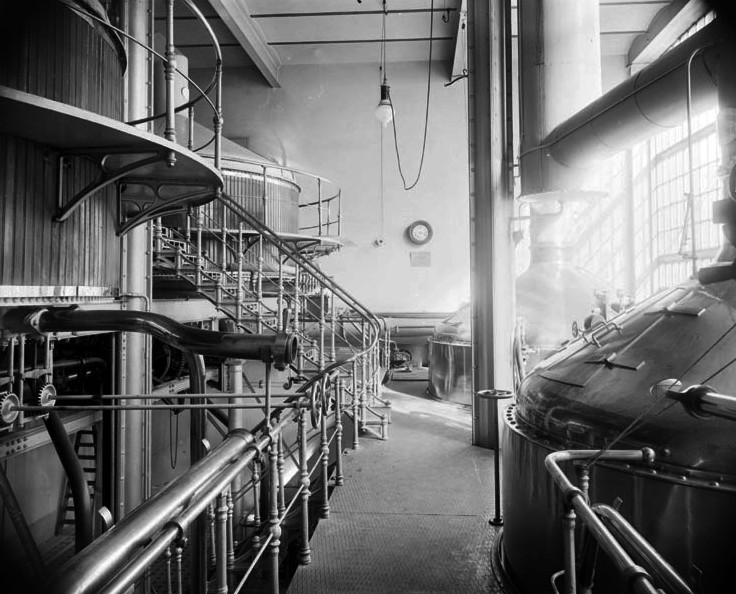
Interiör från brygghuset år 1905.
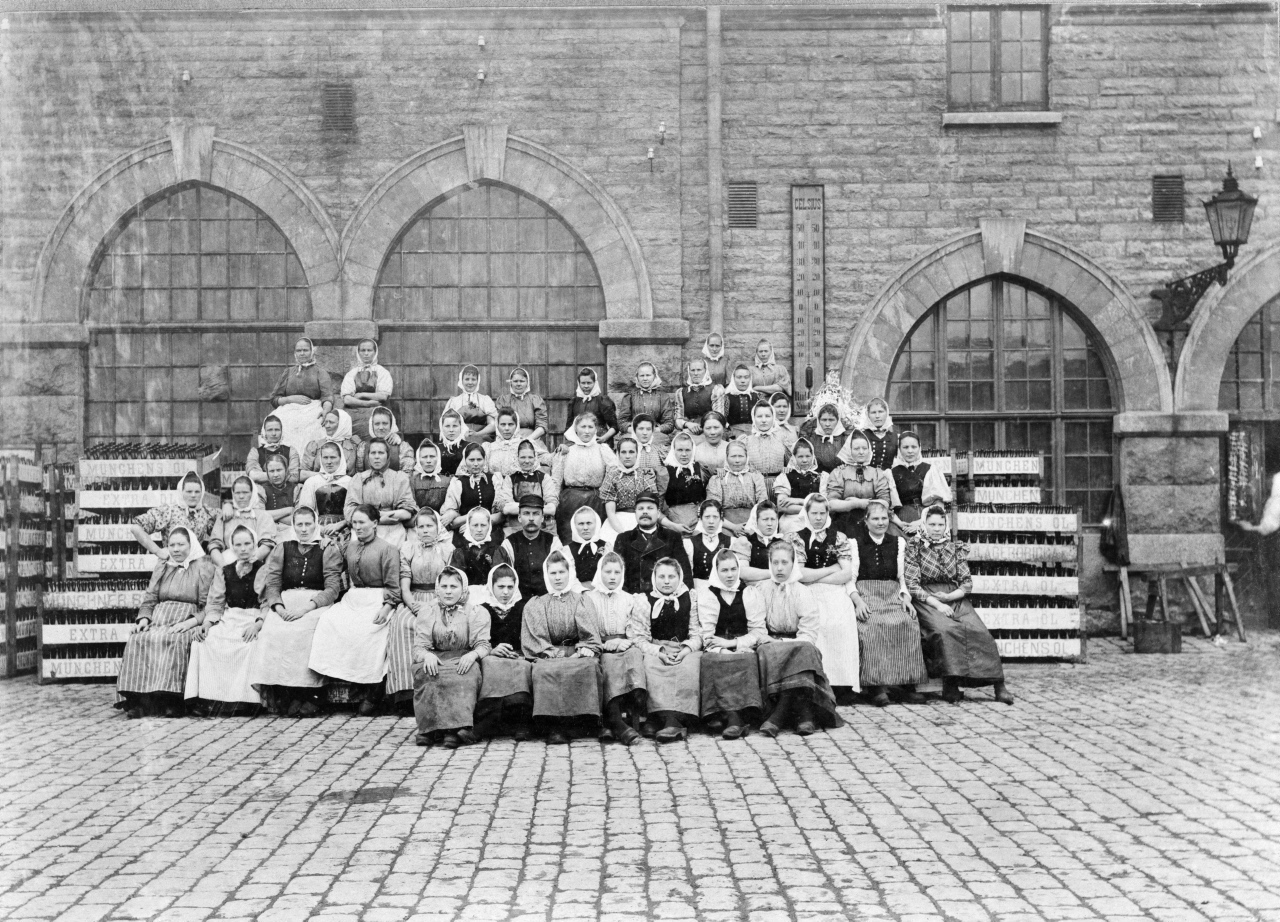
Bryggeriarbeterskor och bryggeriarbetare på Münchenbryggeriets gård från början av 1900-talet.

### Branden, återuppbyggnad och utökning
Påsknatten 1893, under en pågående ombyggnad, utbröt en våldsam brand som förstörde hela bryggeriet. På den korta tiden av ett år lyckades man sedan bygga upp en helt ny anläggning, även om uppbyggnaden av hela bryggeriet pågick ända till 1903. Branden kom märkligt nog att bli mycket lyckosam för företaget. Tack vare eldsvådan kom man nämligen att få en helt ny anläggning, som var mycket modernare och mer praktiskt inredd än övriga bryggeriers och därigenom kunde Münchenbryggeriet växa ytterligare, så att det kring år 1900 var Sveriges största bryggeri med 350 anställda och en årsproduktion av 150 000 hektoliter, vilket var en tiondel av landets och en fjärdedel av huvudstadens ölproduktion vid den här tidpunkten.
Uppbyggnadsarbetet efter branden leddes av arkitekten Hjalmar Kumlien och ingenjören Alvin Jacobi. Fabrikschefen, C. F. Qvennerstedt, som var disponent på bryggeriet sedan 1874, såg till att så långt som möjligt använda sina egna bryggeriarbetare för återuppbyggnaden och kunde därigenom behålla samtliga anställda med oförändrad lön. Ur förödelsen växte nu det nya Münchenbryggeriet upp 1894 med sin långa fasad i renässansstil och sina nygotiska gavlar. Stockholm fick därmed ett mycket vackert inslag i stadsbilden som fortfarande kan beskådas från Riddarfjärden och Norr Mälarstrand. Fasaden mot Riddarfjärden, med sina 1,2 miljoner tegelstenar, ser ungefär likadan ut än i dag.
På 1890-talet köpte Münchenbryggeriet in kvarteret Kofoten i västra delen av Skinnarviksparken av det näraliggande Gubbhuset på Kristinehov. Man uppförde där år 1897 en smedja och ett stall, som lär ha haft spiltor i tre våningar och plats för närmare 200 bryggarhästar. Stallet är nu rivet och ersattes 1982 med Skinnarvikens serviceboende och Svenska Bostäders Södermalmskontor med adress Heleneborgsgatan 2.
Åren 1906 till 1909 utfördes anläggningens östra del efter ritningar av arkitekt R.L. Lindquist. Delen, som senare påbyggdes, ansluter exteriört till det äldre formspråket med rött tegel, men har invändig en stomme av en stålskelettkonstruktion, som var Stockholms första i sitt slag. 1922 tillkom ångpannehuset ritat av arkitekt Edvard Bernhard.

### Kartellbildning och ölmonopol

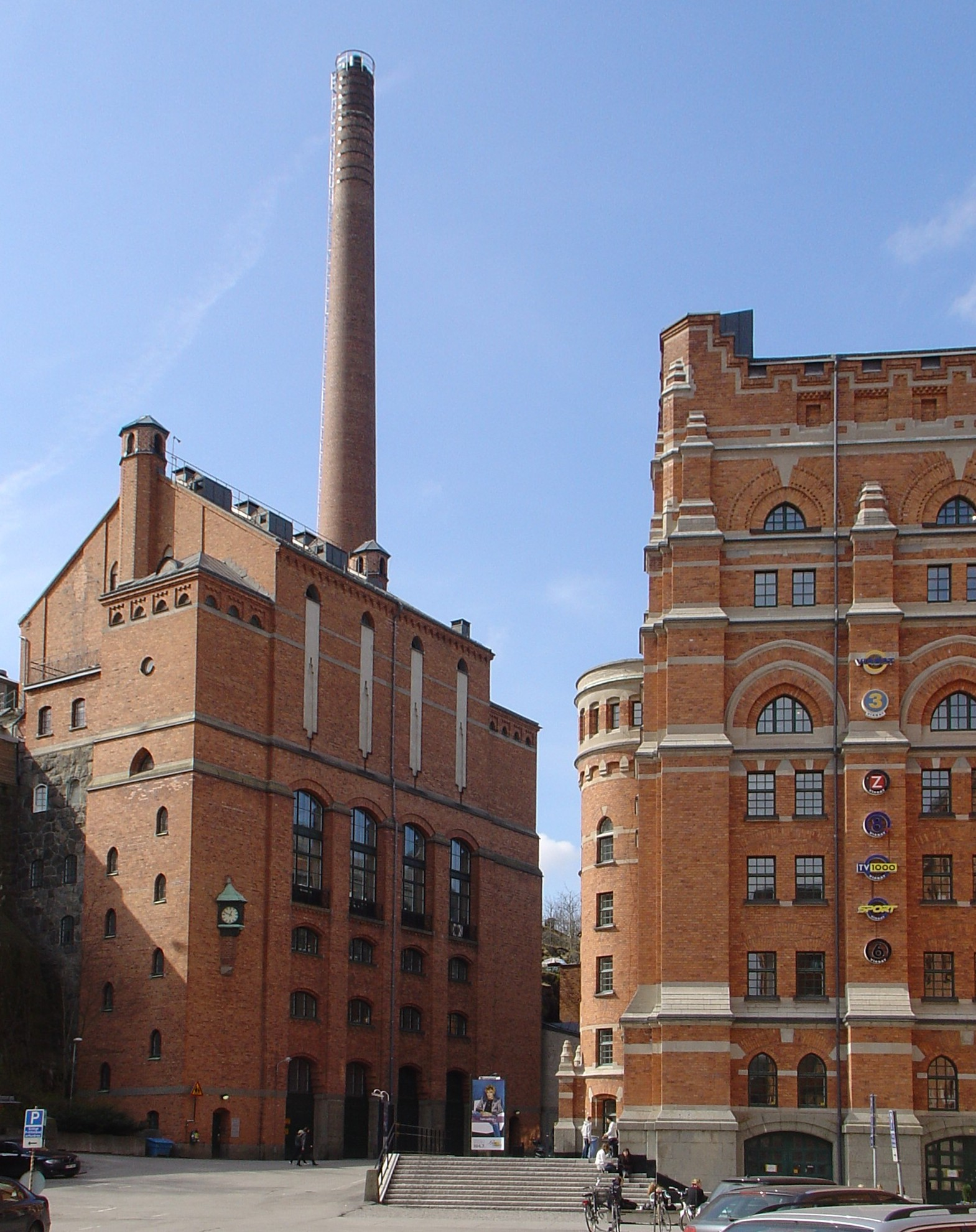
Münchenbryggeriets innergård med ångpannecentral och skorsten från 1920-talet

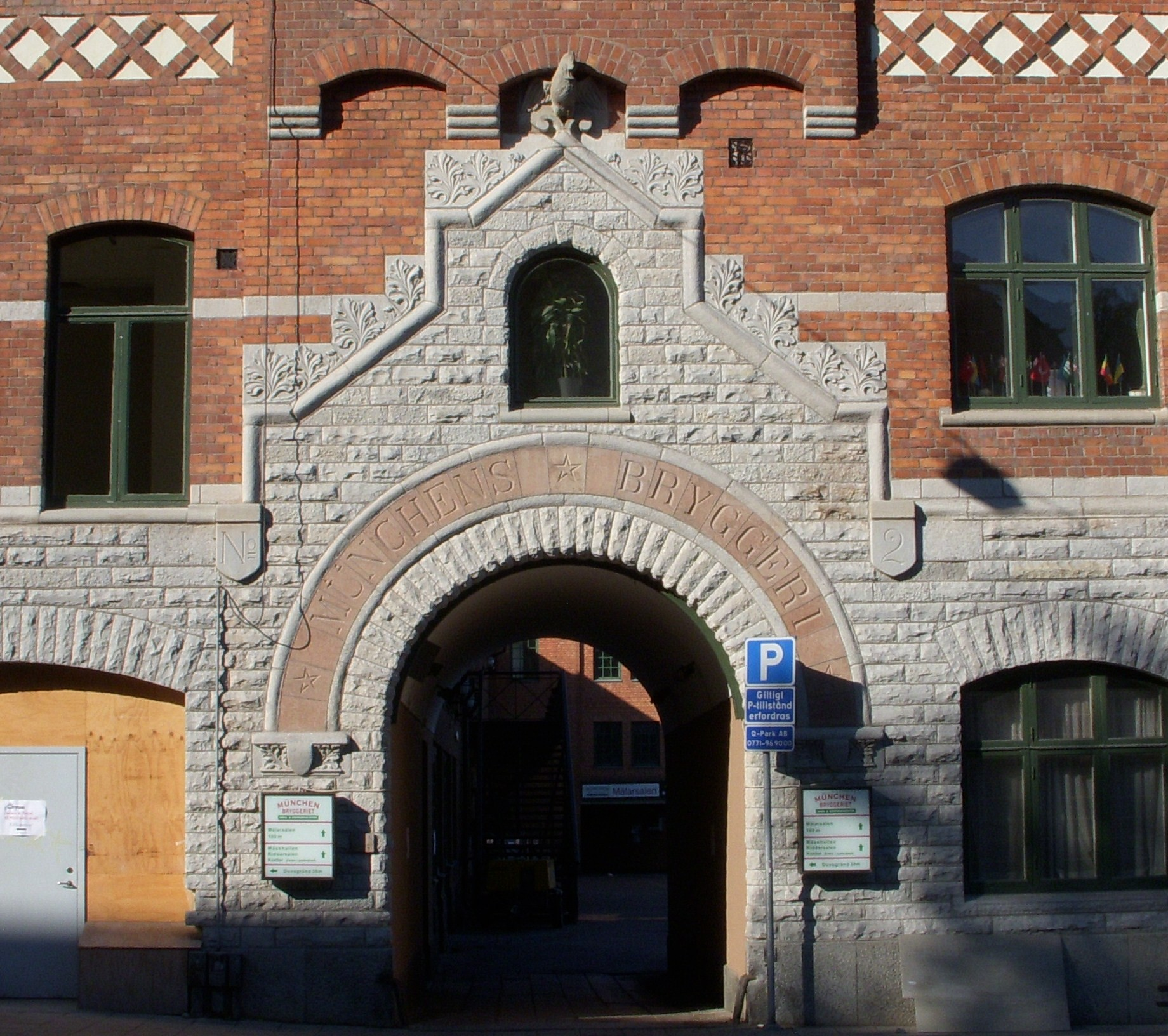
Münchenbryggeriets portal mot Torkel Knutssonsgatan.

Sedan 1870-talet hade Stockholms bryggare försökt skapa karteller för att höja priset på öl. Man ville i slutet av 1880-talet sammanföra samtliga bryggerier i ett konsortium för att få upp ölpriserna och därigenom lönsamheten. Man inledde kartellbildningen 1889 genom att börja köpa upp flera mindre bryggerier som sedan såldes vidare till det nygrundade AB Stockholms Bryggerier.
Münchenbryggeriet köptes 1910 av AB Stockholms Bryggerier, som ungefär samtidigt köpte in ytterligare fyra bryggerier. Eftersom Sverige redan tidigare uppdelats i zoner genom ett kartellavtal hade AB Stockholms Bryggerier nu fullständigt ölmonopol i Stockholmsområdet. Samtidigt lade Pripp & Lyckholm under sig bryggerierna i Västsverige. 
På 1920-talet byggdes Münchenbryggeriet ut ytterligare och moderniserades kraftigt. Nu ersattes till exempel alla träbehållare med stål- och aluminiumtankar och sköljprocessen automatiserades, man byggde också en ångpannecentral med den stora skorsten som ännu finns kvar på området. På 1930-talet blev hela processen helautomatisk och en sista stor ombyggnad företogs på 1950-talet. Som mest hade Münchenbryggeriet en kapacitet av 60 000 flaskor öl i timmen.
Stockholms Bryggeriers monopol i Stockholm bröts på 1920-talet när tre svagdricksbryggerier fick tillstånd att tillverka öl klass II. Det första av dessa, Birger Jarls bryggeri, köptes upp redan efter två år. Det andra, Bryggeriet Kronan, införlivades i Stockholms Bryggerier 1938. Det tredje, Hembryggeriet, hamnade i svårigheter under andra världskriget och uppköptes via bulvan år 1941 av Stockholms Bryggerier för att genast läggas ner. I drygt tio år hade AB Stockholms Bryggerier nu åter monopol på öltillverkningen i Stockholmsområdet till dess kartellbildningar förbjöds i en ny lag och konkurrens från övriga landet tillkom. De båda bryggerijättarna Stockholms Bryggerier och Pripp & Lyckholm slog sig samman 1964 och bildade Pripp-Bryggerierna AB.

### Öltillverkningen flyttar till Bromma
I september 1971 var ölepoken slut vid Münchenbryggeriet och tillverkningen flyttades till Pripps nya bryggeri i Bromma. År 2001 köptes Pripps (som då under en period varit ägt av det norska bryggeriet Ringnes) av den danska bryggerikoncernen Carlsberg och slogs ihop med det, sedan tidigare Carlsbergsägda, bryggeriet Falcon i Falkenberg. Det nya namnet blev Carlsberg Sverige. Till följd av det svåra läget inom branschen beslöt Carlsberg Sverige hösten 2003 att lägga ned sitt bryggeri i Bromma.

### Rivningshot och protester
Under 1971–1972 flyttade en del småindustrier, kontor och fritidsverksamheter in i de gamla bryggerilokalerna. Mälarsalens danser började 1972. Danserna blev kända för en bred allmänhet. Stockholms stad köpte in lokalerna 1974 i syfte att riva dem och bygga lägenheter på tomten.
Denna planerade och genomgripande förändring av Södermalms ansikte mot Riddarfjärden gav upphov till en våldsam folkstorm under ledning av eldsjälen Hans Ryberg, grundare och chef för Mälarsalens dans, kurser och konferens och festvåningslokaler. Över 20 000 personer, bland dem Astrid Lindgren, Evert Taube, Tage Danielsson, Povel Ramel och Per Anders Fogelström, skrev under upprop. Stockholms stadsmuseum och Riksantikvarieämbetet gav sitt stöd till dem som ville behålla Münchenbryggeriet. Trots denna stora opinion röstade Stockholms kommunfullmäktige för rivning av bryggeriet med endast en rösts övervikt.
Valet hösten 1976 räddade byggnaden. Den borgerliga oppositionen hade så småningom hörsammat folkstormen och efter att ha vunnit valet gick de opinionen till mötes. Elva dagar efter valet skulle rivningen ha påbörjats.
Hans Ryberg drev den regelbundna dans och danskursverksamheten i Mälarsalen åren  1972–2010. Ännu idag anordnas danskurser med dans till levande musik i samband med danskursavslutningarna, det vill säga dansverksamheten har nu pågått i över 48 år.  Dansverksamheten med landets mest kända dansorkestrar pågick med 6 danstillfällen i veckan, med ett genomsnitt av cirka 500 dansanta per gång. Det var två pensionärsdanser per vecka. Varannan fredag var det uthyrt till föreningen för utvecklingsstörda, FUB. Enligt Svenska Musikerförbundet har Mälarsalens scen haft den mesta variationen av dansorkestrar jämfört med något annat danspalats i Sverige. Hans Ryberg startade också danskurser i foxtrot, bugg, boogie woogie, gammeldans, salsa, samba  med flera danser. Över 160 000 elever har lärt sig dansa i Mälarsalens regi. Ryberg lät bygga en idrottsanläggning i två av våningarna under Mälarsalen. Under nära 10 års tid, 1972–1981 spelade varje månad cirka 10 000 ungdomar, squash, badminton och pingis i Södermalms enda squashhall. Det var en fritidsanläggning med fönster rakt ut mot Stadshuset och Riddarfjärden, med bastuanläggningar, swimmingpool, club room, exklusiv dansstudio för jazzdans med mera. Dessutom byggde Hans Ryberg en av landets finaste inomhusbanor för bangolf.   
Eftersom Stockholms politiker beslutade sig för att riva Münchenbryggeriet tog Hans Ryberg initiativet till kampen för att rädda bryggeriet. Banderoller och bildekaler med texten "Kräv Bryggeriet Kvar" trycktes upp i tiotusental. Dessutom 50 000 fyrfärgsbroschyrer med uppmaning att rösta på de borgerliga partierna. De borgerliga ändrade sin uppfattning, tack vare kampanjen, och lovade rädda bryggeriet om de kom till makten. Trots att valet 1976 vanns av de borgerliga partierna hindrade inte detta socialdemokraterna och vänsterpartiet för att riva den moderna, fullt fungerade, idrottsanläggningen, dessutom utan ersättning. Detta skedde i samband med att de kom till makten igen år 1982. Idrottsanläggningen, som inte hade kostat staden en krona, revs till förmån för ett kontor. På eget initiativ lät Hans Ryberg år 1994, bygga om till en av Stockholms allra mest populära konferens- och konsertanläggningar i en annan del av det stora bryggeriet, mässhallen. Lokaler som Riddarsalen, Millesrummet, Fogelströmrummet, Magasinet och Sjösidan bestod av totalt cirka 4 000 m². Med sitt eget företag investerade han över 25 miljoner kronor i två storkök, parkettgolv, balkonger med mera.  Tack vare internationella musikkonserter under ledning av Harry Byrne har idag Münchenbryggeriet ett namn inte bara i Sverige utan i hela världen. Bland annat har internationella band som Metallica, Motörhead, Van Morrison, Primo Screen, Portis Head, Kendrick Lamar, The Roots med flera spelat i konsertlokalen. Artister som Burt Bacharach, Steve Earl, Monica Zetterlund, Charlotte Perrelli, Lill Lindfors. LillBabs, Sven-Bertil Taube, Jerry Williams, Tommy Körberg, Lena Philipsson, Darin med flera har anlitats av Ryberg för att framträda på några av Mälarsalens och Mässhallens scener.  
I längan mot Högalidsgatans backe mot Söder Mälarstrand (nu Münchens Backe) bedrevs, under 3 år,  1974–1977, det så kallade Musikbryggeriet, en av Stockholms sista konsertlokaler för progressiv musik, där bland annat orkestrar som Made in Sweden, Berits Halsband och Eldkvarn spelade. Musikbryggeriet leddes av musikern Bill Öhrström fram till 1976, därefter av Föreningen Musikbryggeriet. Mycket tack vare Musikbryggeriet lät Sveriges Television sända ett program från Mälarsalen med namnet "Låt Husen Leva", med artister som Lill Lindfors och Tommy Körberg, sannolikt den enda påverkan SVT har gjort för att ändra på ett fullmäktigebeslut tagit i Stockholms stadshus. Vänsterpartierna ville offra Mälarsalen och idrottsanläggningen men hindrades tack vare de borgerligas valseger. De av socialdemokraterna och vänstern benämnda så kallade "seriösa" verksamheterna i "Musikbryggeriet" fick istället ersättningslokaler i Mariahissen. Dessa lokaler snabbrenoverades under sommaren 1976 för ett antal miljoner av skattepengar. Bara efter några år efter tillträdandet fick Musikbryggeriet upphöra, bland annat på grund av deras störande verksamheter för närboende.  

## Münchenbryggeriet i dag
Byggföretaget ABV köpte bryggeriets huvudbyggnad 1979 av kommunen och blev 1985 klar med en total renovering av de cirka 46 000 m² till en kostnad av cirka 200 miljoner kronor. Ansvarig arkitekt för ombyggnaden var Sune Malmquist.
I dag är Münchenbryggeriet ett mäss- och konferenscenter i centrala Stockholm som bland annat också inrymmer Bernadottegymnasiet, Kungliga Svenska Balettskolan, Fylkingen och Elektronmusikstudion. Den nya Mässhallen byggdes 1994 genom att cirka 2 000 m² bryggerilokaler, som tidigare använts till exempelvis plåtslageri och boktryckeri gjordes om till ”den vackraste lokalen i Stockholm”, enligt Konferenspoolen. Arkitektfirman, som grundare för Münchenbryggeriets fest- och konferensvåningar Hans Ryberg anlitade var Kristian Lindgrens Arkitektkontor.
Mässhallslokalerna har sedan år 1994 använts till konferenser, mässor, utställningar, konserter och MTV-sändningar och har gjort Münchenbryggeriet känt. På sjunde våningen finns Mälarsalen som är det största av de centrala dansställena i Stockholm.  Danslokalen anordnar förutom dans och danskurser också olika evenemang. Sedan 2007 ägs Münchenbryggeriets byggnader av AFA Fastigheter.

### Nutida bilder

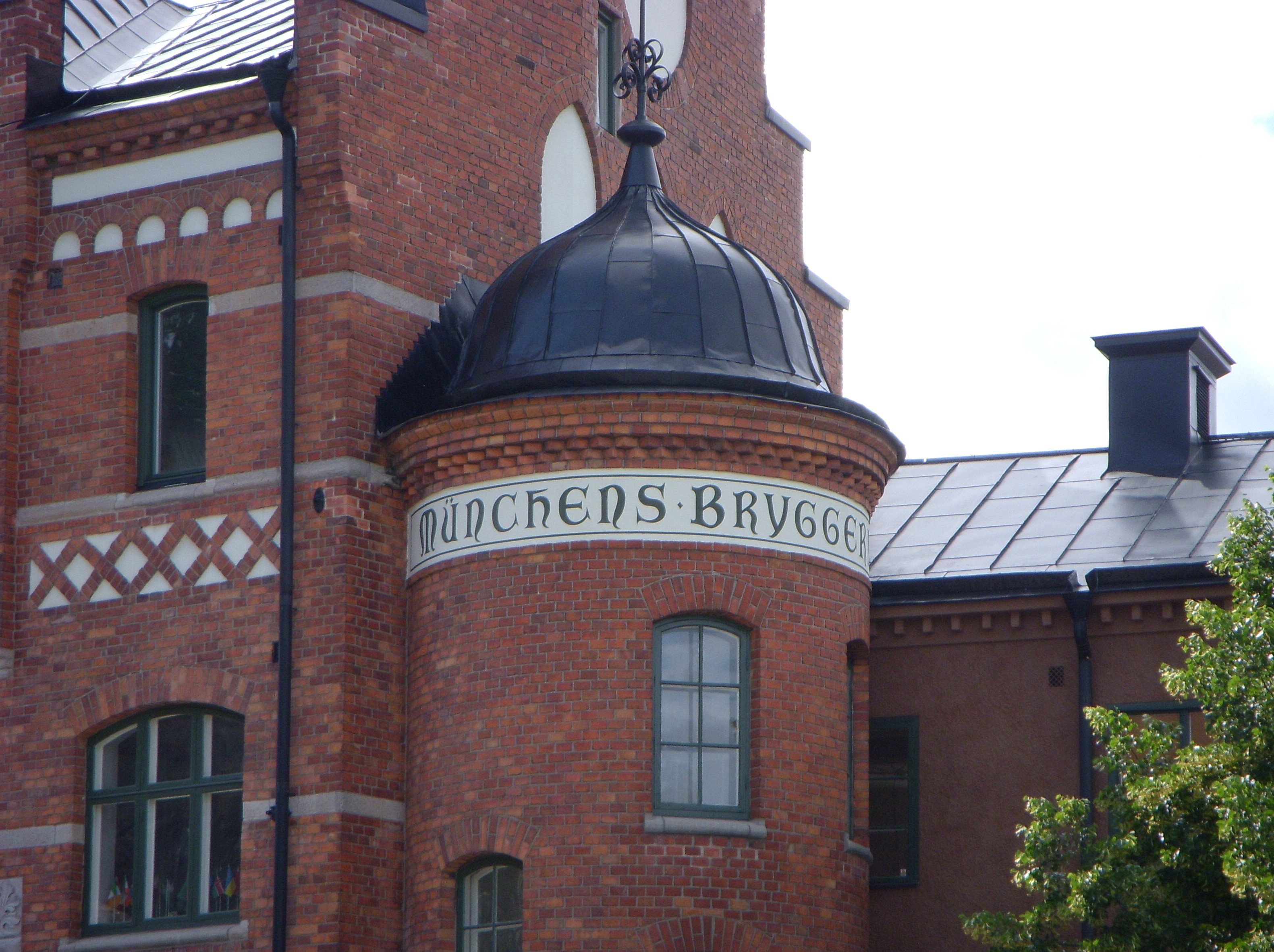
Fasad mot Torkel Knutssonsgatan 2009.
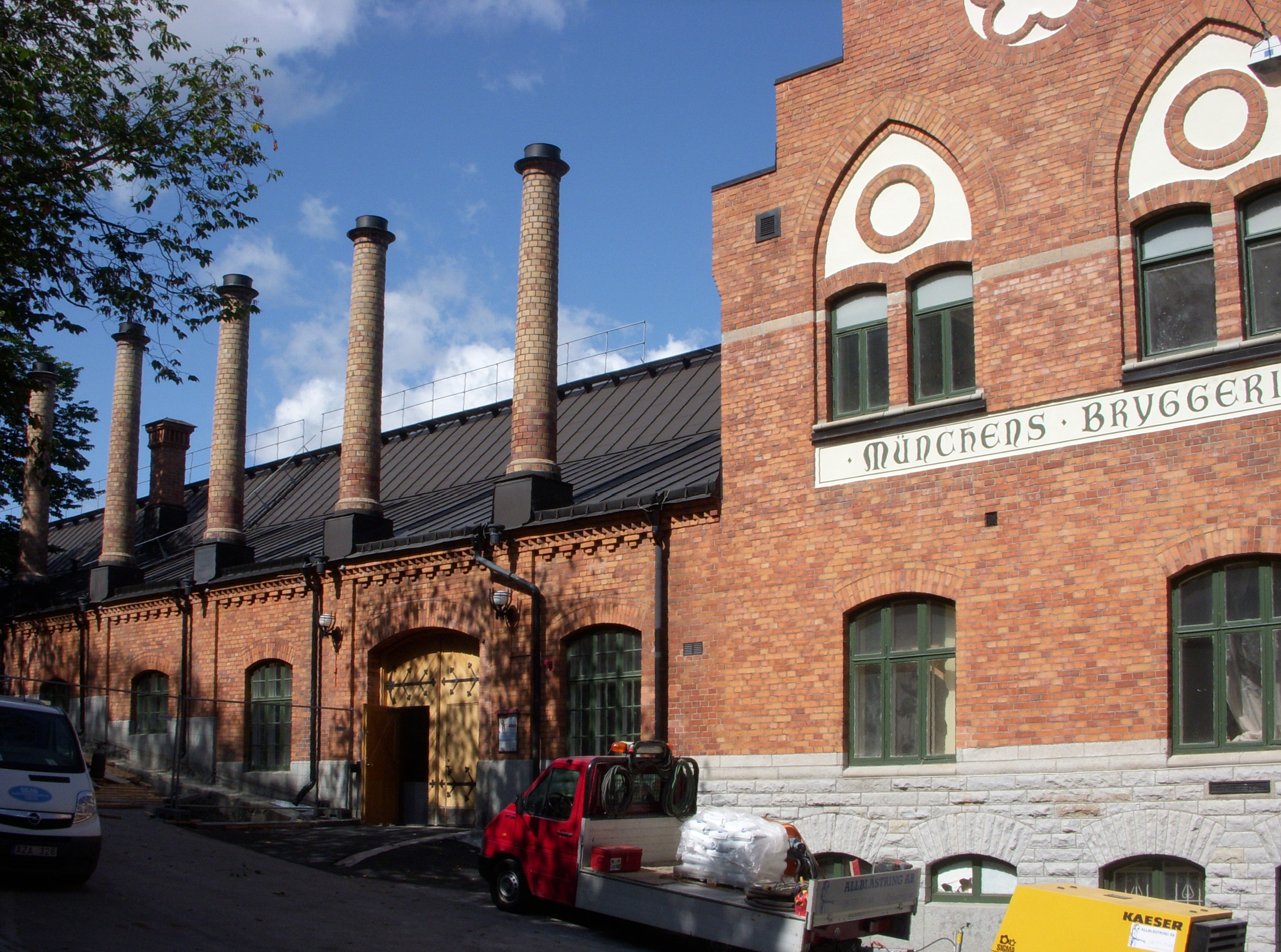
Fasad mot Duvogränd med fem ventilationsskorstenar från Ludwigsbergs verkstads tid.
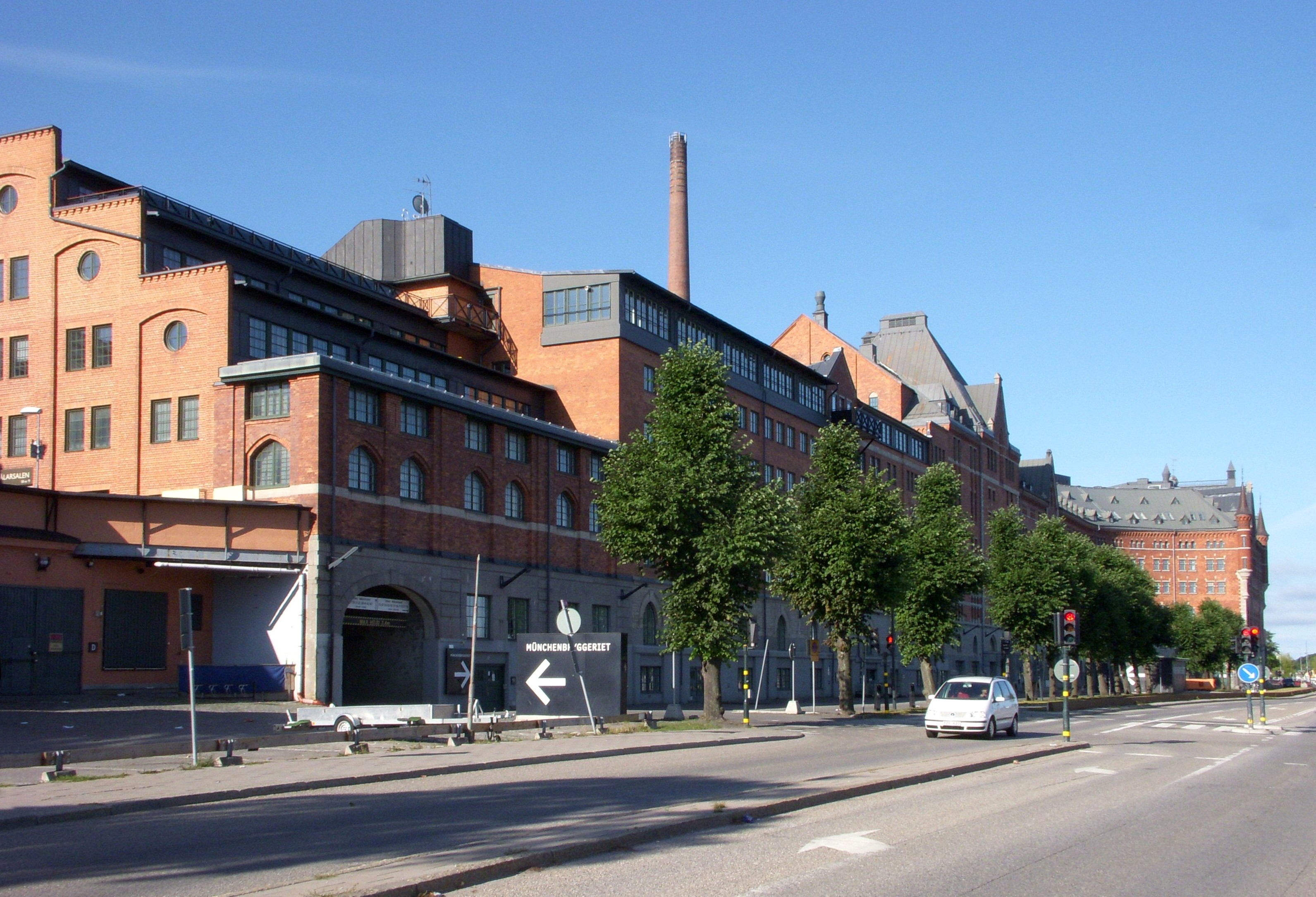
Byggnadens fasad mot Söder Mälarstrand och Riddarfjärden.
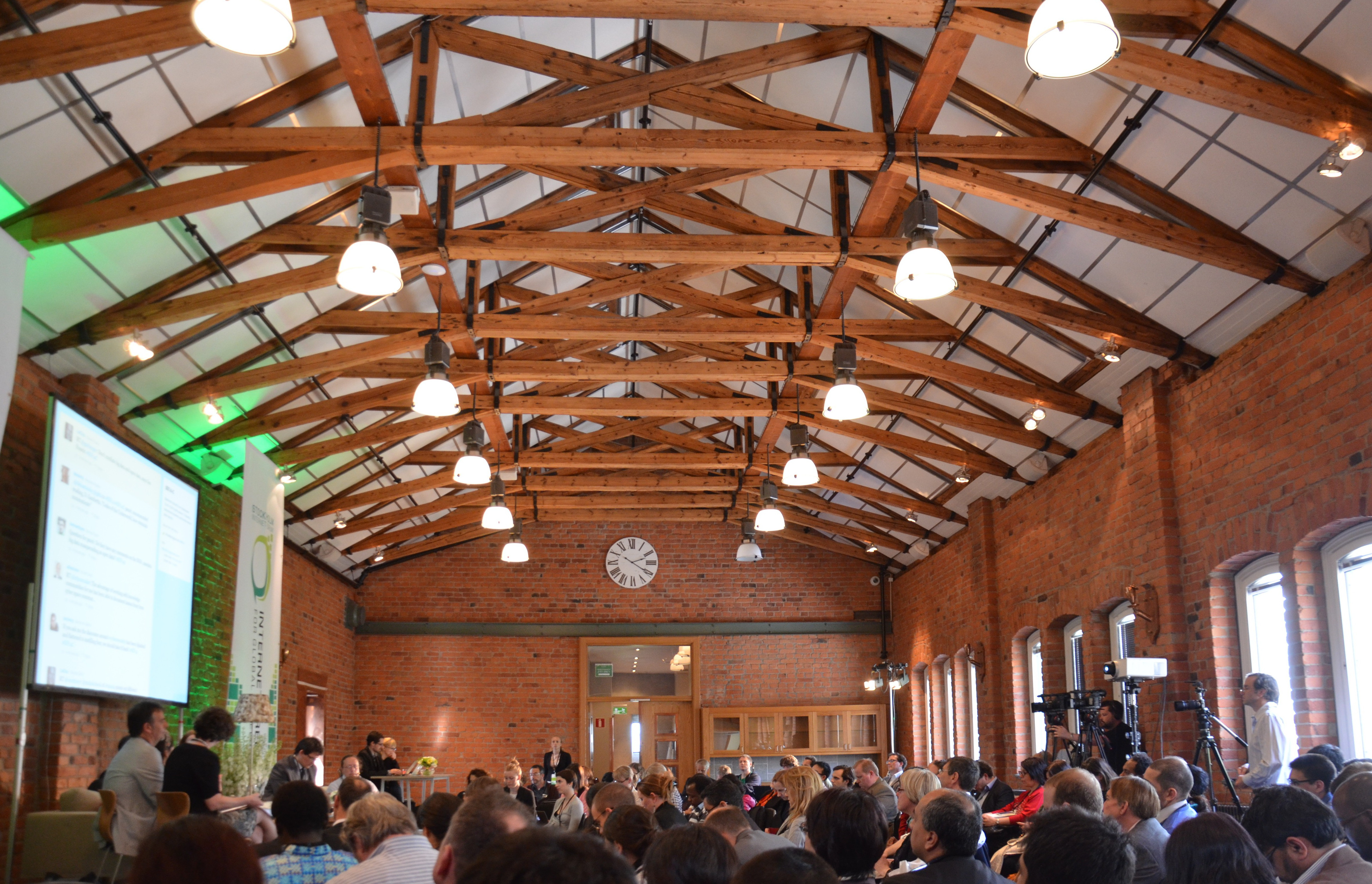
Riddarsalen i konferenscentret.